# فیض‌آباد (فامنین)
فیض‌آباد (همدان)، روستایی از توابع بخش فامنین شهرستان همدان در استان همدان ایران است.

## جمعیت
این روستا در دهستان خرم‌دشت قرار دارد و براساس سرشماری مرکز آمار ایران در سال ۱۳۹۵، جمعیت آن ۲۴۸۹ نفر (۶۹۰خانوار) بوده‌است.